# Egon Balas

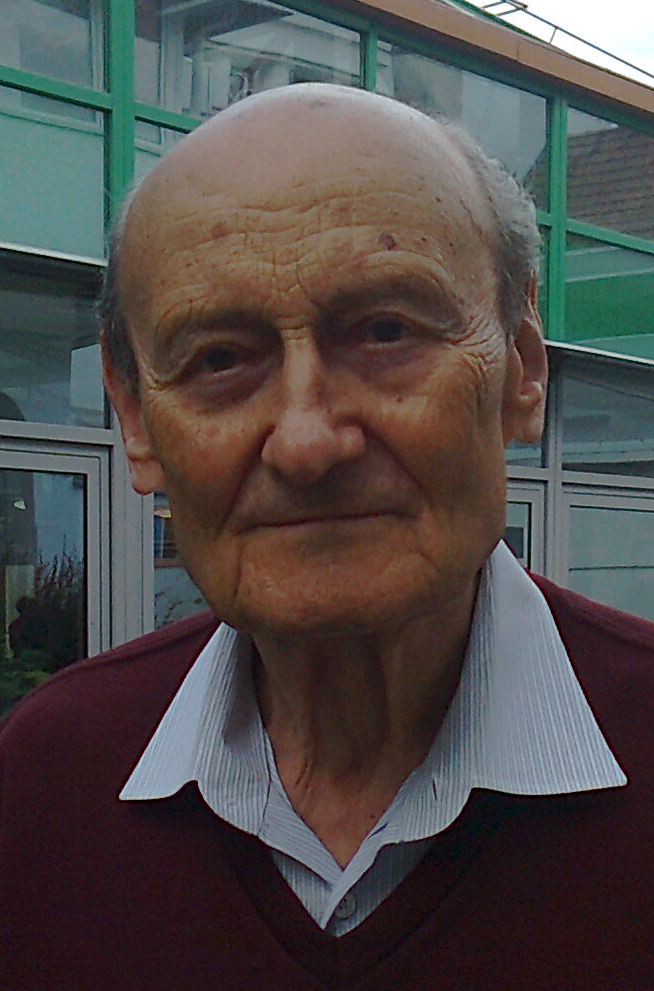
Egon Balas (2014)

Egon Balas (* 7. Juni 1922 in Cluj-Napoca; † 18. März 2019) war ein rumänischer Mathematiker.

## Leben
Er wuchs als ältester Sohn von Ignác (Ignatius) Blatt und dessen Ehefrau Boriska (Barbara) Blatt, geb. Hirsch, in einer ungarisch-jüdischen Familie auf. Nach seinem Abitur 1941 in der mittlerweile an Ungarn abgetretenen Stadt wurde ihm das Studium von Physik und Mathematik verwehrt. Zu dieser Zeit trat Egon Balas auch in die Ungarische Kommunistische Partei ein. Als er mit 21 Jahren wehrpflichtig wurde, ging er auf Anraten der Partei in den Untergrund. Unter verschiedenen Namen und Identitäten agierte er für die Partei, bis er im August 1944 von der Spionageabwehr verhaftet und gefoltert wurde.
Sein Vater starb im ungarischen Arbeitsdienst. 1944 wurde sein jüngerer Bruder Robert zusammen mit der Mutter in das KZ Auschwitz deportiert. Als Mitglied eines Lagerorchesters überlebte der Bruder, bis er bei der Evakuierung des Lagers auf einem Todesmarsch umgebracht wurde. Die Mutter wurde in der Nähe des Konzentrationslagers Stutthof ermordet. Im Oktober desselben Jahres wurde Egon Balas zu 14 Jahren Haft verurteilt. Jedoch gelang ihm wenige Monate später die Flucht. Er wurde im März 1945 von der Roten Armee befreit. 
Nach 1945 stürzte sich Egon Balázs in die politische Aufbauarbeit und begann daneben 1946 ein Studium der Wirtschaftswissenschaften an der Bolyai-Universität Cluj, das er 1949 abschloss.
Im November 1946 lernte er seine spätere Frau Edith Lövi kennen, eine junge Auschwitz-Überlebende. 1947 wurde Balas in die Landwirtschaftsabteilung des Zentralkomitees der Partei versetzt, doch schon im Januar 1948 bekam er als Sekretär der rumänischen Gesandtschaft in London eine neue Aufgabe zugewiesen. Erneut änderte er seinen Namen. Nach der Heirat 1949 holte Balas auch Edith nach London, wurde jedoch nur Wochen später zur persona non grata erklärt und ausgewiesen.
Nach seiner Rückkehr nach Rumänien wurde er Leiter des Direktorats für Wirtschaftsangelegenheiten im Außenministerium, lehrte Wirtschaftswissenschaften, verlor 1952 seine Stelle und seine Wohnung, wurde festgenommen und erneut gefoltert. 1954 wurde Balas freigelassen. Er veröffentlichte Artikel in der Wirtschaftszeitschrift Probleme Economice über die Beziehungen zwischen der Herstellung von Produktionsgütern und Verbrauchsgütern und begann mit 32 Jahren, sich für Mathematik zu interessieren. Er beschäftigte sich mit linearer Programmierung und nutzte sein Wissen an einer neuen Arbeitsstelle, einem Planungs- und Forschungsinstitut für Forstwirtschaft und Holzindustrie. In der Privatwohnung des Mathematikers Grigore Moisil, eines Mitglieds der Akademie der Wissenschaften, wälzte er lineare Probleme und lernte Operations Research.
1962 betrat er in der Mathematik das internationale Parkett: Balas veröffentlichte „On the Transportation Problem. Part I – Part II“ in den Cahiers du Centre d’études de recherche opérationnelle. Kurz darauf stieß er bei der Forstwirtschaftsplanung erstmals auf gemischt-ganzzahlige Optimierungsprobleme, deren Lösung in einigen Komponenten ganzzahlig sein muss. Er entwickelte eine eigene Methode, damit algorithmisch umzugehen und veröffentlicht sie 1965 in der Zeitschrift Operations Research unter dem Titel „An Additive Algorithm for Solving Linear Programs with Zero-One Variables“.
1966 zog Balas mit seiner Familie nach Neapel und erhielt ein Forschungsstipendium am Internationalen Rechenzentrum in Rom bei Claude Berge. 1967 promovierte Balas in Wirtschaftswissenschaften und ein Jahr später in Mathematik. Parallel forschte er 1967 an der Stanford University bei George Dantzig, einem der Erfinder der linearen Optimierung.
Im Herbst 1967 zog seine Familie nach Pittsburgh, wo Balas seitdem an der Carnegie Mellon University forschte; seine Frau unterrichtete dort Kunstgeschichte. Balas entwickelte die „disjunktive Programmierung“, Lift-and-Project und – im Jahr 1980 als Stipendiat der Alexander-von-Humboldt-Stiftung an der Universität zu Köln – ein Verfahren zur Nutzung von erweiterten Formulierungen und Projektionen von Polyedern in der Optimierung.
2001 bekam Balas von der Association of European Operational Research Societies die EURO Gold Medal verliehen. Er war Mitglied der National Academy of Engineering und der Ungarischen Akademie der Wissenschaften sowie Ehrendoktor der University of Waterloo und der Universität Miguel Hernández Elche.

## Werke (Auszug)
- An Additive Algorithm for Solving Linear Programs with Zero-One Variables. Operations Research, Band 13, Nr. 4, 1965, S. 517–549.